# 约瑟夫斯·丹尼尔斯
约瑟夫斯·丹尼尔斯（Josephus Daniels，1862年5月18日—1948年1月15日)是一位美国政治家、出版商，美国民主党人。

## 生平
1862年出生北卡罗来纳州，曾任美国海军部长（1913年-1921年），任內提出大幅擴充主力艦數量的1916年海軍法案（又稱為丹尼爾斯計畫），但造艦計畫因華盛頓海軍條約的簽訂而中止。

## 軼事
美國海軍承繼英國皇家海軍的傳統，起初給與官兵配給酒類。身為禁酒主義者，丹尼爾斯在1914年發布命令，禁止在軍艦上或基地內攜帶、飲用酒類。此禁令延續到美國禁酒時期結束後，放寬為陸上基地可飲酒，軍艦上仍然禁酒。冰淇淋成為維繫官兵士氣的重要補給，而部分士兵改以製造魚雷果汁解饞。